# ريكاردو غاسكون
ريكاردو غاسكون (بالإسبانية: Ricardo Gascón)‏ هو كاتب سيناريو ومخرج إسباني، ولد في 19 مارس 1910 في برشلونة في إسبانيا، وتوفي في 1988.

## وصلات خارجية
- ريكاردو غاسكون على موقع IMDb (الإنجليزية)
- ريكاردو غاسكون على موقع قاعدة بيانات الفيلم (الإنجليزية)
- ريكاردو غاسكون على موقع كينوبويسك (الروسية)